# 新町住宅
新町住宅（しんまちじゅうたく）とは、東京信託株式会社が1913年（大正2年）より新町にて開発した東京における初の郊外型住宅分譲地である。現在の東京都世田谷区桜新町、深沢の一部に当たる。

## 概要
販売用パンフレット「新町郊外生活」より
総開発実測面積：23.48万平米（7.1万坪） うち、道路敷地　3.4万平米（1万坪）
設備：上下水道、電燈、電話
施設　郵便局、医院、浴場、理髪所、日用品販売所、巡査派出所、事務所、および倶楽部（新町倶楽部）賃貸用住戸
交通：玉電で渋谷より約20分、玉電の特別割引特典、新町停留所との間に、自動車による低廉な送迎サービスあり
植樹：自然な立木や池を利用し、人工を避けた
制約条件：美観を損ねる狭小家屋、棟割長屋、工場の建設を禁止　一定期間内の家屋建設の義務　最低100坪の敷地面積
総分譲地（登記簿ベース）：183口　5万251坪　（平均274.5坪）
1区画の坪数：100坪から500坪程度　分譲時の最大区画は若尾璋八（東京電燈社長など）邸の3,300坪。現在の無原罪聖母宣教女会。
分譲期間：大正2年（1913年）から昭和7年（1932年）

## 分譲地開発計画の背景
それまでは農家が点在する武蔵野の原野・雑木林であったが、明治後期、欧米の財産管理や不動産関係の信託業務を視察して帰国した、三井銀行（現在の三井住友銀行）の岩崎一が興した東京信託株式会社が1911年（明治44年）より土地を買収・開発し、1913年（大正2年）から富裕層向けに分譲された。
場所は大山街道に敷設された玉電桜新町駅の南側に広がる、当時の駒沢村および玉川村の一部を含む「世田谷新町」一帯（現在の住所で言う桜新町および深沢の一部）。
東京市中の商人や、多くの著名人、軍人、事業家などが、交通の便が良く、西方の眺望のよい新町住宅地に別荘などとして居を構えた。「東京の軽井沢」とも称され、分譲地内の道路の両側には桜の木が千本以上植えられた。

## 田園都市思想の影響
当時の販売用パンフレット「新町郊外生活」（30ページ）によると、まず冒頭で、東京の都市中心部の人口集中と居住環境の悪化について10ページを割いて論じている。続いて、郊外に住居を求める田園都市の理想を述べている。この中で、明治40年に内務省により編纂された「田園都市」から、各国の田園都市思想や事例を紹介して、イギリスのエベネザー・ハワードの思想にも触れていた。物件自体の説明はこの後にやっと出てくる。末尾に、経営地附近略図、経営地図などがある。また、リチャード・セネットやチャールズ・ディケンズの言葉を引用した、全体に格調高いものであった。
販売文句としては、マイホーム所有に伴う独立自尊の精神を強調し、趨勢としての地価高騰、更には、1-2割の頭金の他は月賦（住宅ローン）で比較的容易に手に入る点を謳っていた。
第1回分譲時の新聞広告によると、キャッチコピーは「郊外生活之新福音」であった。内容としては、文化的設備を施し、都会の利便と田園の趣味とを調和した理想の生活を訴えるものだった。
また、雑誌広告記事では、空気がきれいで、庭には樹木や家庭菜園があり、数羽の鶏も飼える静かな田園都市でありつつも、駅前には次々と商店が立ち並び、栄ゆく将来を強調している。

## 分譲初期の進捗
第一回分譲は1913年（大正2年）5月2日に50口（約3.5万坪）分の募集開始、同月15日、倍近い91口の応募があり、早々に募集終了。
1913年末までに、総分譲済分譲地が134口、4.7万坪に達する。翌1914年（大正3年）上期に、総分譲済分譲地が147口、4.9万坪に達する。
尚、分譲の際、東京信託は現金決済のほか、分割払いの受付（貸付）も行った。

## 分譲後の歴史
1932年（昭和7年）、駒沢村深沢区画整理事業により、呑川が改修され、両岸にソメイヨシノが植樹された。
戦後は、一部の洋館住宅（4邸）がGHQ将校の居住用に接収された。
東京オリンピック開催を機に、現在の国道246号線新町一丁目交差点から瀬田交差点にかけて、新町一丁目と二丁目の境に国道246号線のバイパス工事が行われた。これ以降、旧来の国道246号線（玉川通り）は旧道と呼ばれるようになった。かつての新町住宅分譲地も、1960年代に敷設された246号線と70年代に敷設された首都高の高架道路によって分断されるに至った。また道路の南側エリアにおいては、桜新町駅からのアクセスは却って後退した。

## 代表的な邸宅
長尾欽弥・よね邸
長尾欽弥はわかもと製薬創業者。「強力わかもと」を発売した翌年の昭和5年に500坪の土地を購入後、10余年をかけて、7,800坪まで拡張した。
昭和20年12月16日に荻窪で自害した総理大臣・近衛文麿が、その最期の日の直前4日間を過ごしたのが、この長尾欽弥・よね邸と言われている。
昭和29年、6,000万円で売却されたと言う。昭和38年に都立深沢高等学校となったが、唯一離れの清明亭が今も残り、東京都選定歴史的建造物及び世田谷区の地域風景資産の選定を受けている。

## 新町住宅計画の特徴
関西における、小林一三による室町開発に遅れること数年、関東では歴史上初となる計画的郊外分譲住宅地。その特徴は、パンフレット通り「都市生活の利便に浴すると共に田園の趣味を失わせない」という点に尽きよう。
玉川電気鉄道の新町駅から真南に中央を走るY字路と、その周りを走る環状道路、そしてそれらの支線道路によるゾーン構成、また中心部であるY字路の分岐点に設けられた新町倶楽部（遊園地と池など）などのコミュニティ施設などは、現代の街づくりにも通ずるものがある。環状道路の内側と南側は1区画当たり平均416坪と大きく、環状道路の西側は平均332坪、北側は195坪、東側は120坪と199坪の区画に分かれていた。
また、まだ都心でも十分に普及するに至っていなかった上下水道の完備、駅との間の自動車による送迎など、インフラや利便性では正に画期的な試みであった。
但し、分譲後の一帯の運営は、理想的田園都市の一つの要素である、長期に渡る行き届いた資産管理(Long-term stewardship of assets)という観点から疑問が残る部分もある。